# 哭增一
摩羯座42，又名BD-14 6102，HD 206301、SAO 164580、HR 8283，是摩羯座的一颗恒星，视星等为5.18，位于銀經39.56，銀緯-43.97，其B1900.0坐标为赤經21h 36m 6.6s，赤緯-14° -43.97′ 37″。